# Comuna Omelnîk, Kremenciuk
Omelnîk (în ucraineană Омельник) este o comună în raionul Kremenciuk, regiunea Poltava, Ucraina, formată din satele Fedorenkî, Lîtvînenkî, Omelnîk (reședința), Pustovitî și Varakutî.

## Demografie
Componența lingvistică a comunei Omelnîk
     Ucraineană (90,01%)
     Rusă (8,02%)
     Belarusă (1,55%)
     Alte limbi (0,28%)
Conform recensământului din 2001, majoritatea populației comunei Omelnîk era vorbitoare de ucraineană (90,01%), existând în minoritate și vorbitori de rusă (8,02%) și belarusă (1,55%).